# 哈里森縣 (西維吉尼亞州)
哈里森縣（英語：Harrison County）是位於美國西維吉尼亞州中北部的一個縣。面積1,079平方公里。根據美國2000年人口普查共有人口68,652人。縣治克拉克堡 (Clarksburg)。
成立於1784年5月3日，縣名紀念維吉尼亞州州長、《美國獨立戰爭》的簽署者之一本傑明·哈里森五世 (Benjamin Harrison V)。